# Кинг-Конг (фильм, 1933)
«Кинг-Конг» (англ. King Kong) — американский приключенческий фильм ужасов о монстрах 1933 года режиссёров и продюсеров Мериана Купера и Эрнеста Шодсака со спецэффектами Уиллиса Х. О’Брайена. Это первый фильм во франшизе «Кинг-Конг», снятый и выпущенный компанией RKO Radio Pictures. В главных ролях Фэй Рэй, Роберт Армстронг и Брюс Кэбот. По сюжету, гигантская обезьяна по имени Кинг-Конг, захваченная с острова Черепа, пытается овладеть красивой молодой женщиной.
Премьера фильма состоялась 2 марта 1933 года в Нью-Йорке. Он получил восторженные отзывы и признан «Rotten Tomatoes» величайшим фильмом ужасов всех времён и пятьдесят шестым величайшим фильмом всех времён. В 1991 году Библиотека Конгресса признала его «культурно, исторически и эстетически значимым», и он был выбран для сохранения в Национальном реестре фильмов. Продолжение под названием «Сын Конга» было выпущено в том же году, с ещё несколькими фильмами, снятыми в последующие десятилетия, в том числе двумя ремейками, которые были сделаны в 1976 и 2005 годах соответственно, и кинематографической вселенной (под названием MonsterVerse) с участием Конга, начиная с фильма «Конг: Остров черепа» в 2017 году.

## Сюжет
Фильм открывает четырёхминутная увертюра.
Старая арабская пословица: «Но вдруг Чудовище взглянуло в глаза Красавицы. И рука его не поднялась тронуть её. И с того дня Чудовище не знало сна и покоя.»
Гавань Нью-Йорка. Режиссёр Карл Дэнхем вместе со своим агентом Вестоном собирается снимать фильм «Красавица и Чудовище» на очередном экзотическом острове, но перед самым отъездом на корабле капитана Энглхорна «Вентура» («Риск») остаётся без актрисы, которая должна была сыграть главную роль.
У женского приюта он случайно знакомится с безработной красавицей Энн Дэрроу, спасая её от разъярённого прохожего, которого та хотела обокрасть, та соглашается поехать с ним и участвовать в съёмках.
На корабле во время шестинедельного плавания молодая девушка скучает, общество кока-азиата Чарли, которому надоело чистить картошку, быстро наскучивает ей. Она знакомится с первым помощником капитана Джеком Дрисколлом, не жалующем женщин на судне. Денхэм замечает, что чёрствый помощник начал испытывать симпатию к девушке.
Режиссёр сообщает Энглхорну и Дрисколлу о цели поездки — затерянном острове, который они найдут по карте, нарисованной норвежским шкипером и купленной им два года назад в Сингапуре. Тот рассказал, что об острове ему поведал перед смертью единственный выживший туземец, которого вместе с соплеменниками вынесло в открытое море в каное. Отличительные черты острова — гора, похожая на череп и огромная древняя циклопическая каменная стена с деревянными воротами, построенными предками туземцев в то время, когда они ещё были великой цивилизацией. Также шкипер узнал об ужасном чудовище Конге, обитающем по поверьям на острове.
Денхэм проводит с Дэрроу предварительные пробы, за которыми тайком наблюдает команда. Девушка изображает испуг в сцене, в котором она видит Чудовище.
Корабль, приближающийся к острову, окутывает туман. То, что команда принимает за прибой, оказывается гулом барабанов. Большой отряд высаживается на берег. Добравшись до деревни, они замечают туземцев, часть которых облачена в костюмы обезьян, танцующих и выкрикивающих «Конг-Конг!» Вождь замечает снимающего Дэнхема. Переводчиком выступает капитан. Племя собирается принести в жертву молодую девушку, называемую «женщиной Конга». Колдун говорит, что церемония осквернена, так как чужаки увидели жертву. Вождь предлагает обменять «золотую девушку» на шестерых туземок, но Энглхорн отказывает ему. Группе удаётся уйти.
Ночью Джек взаимно влюбляется в Энн, они целуются. Пока тот отлучается к капитану, туземцы крадут девушку. Команда замечает горящие огни в деревне. Кок Чарли обнаруживает бусы туземцев, группа бросается на выручку.
Аборигены привязывают девушку между двумя столбами на гигантском алтаре. По приказу вождя начинают бить в большой гонг. Из джунглей появляется гигантская горилла, уносящая кричащую Энн. Танцующие с факелами на стенах туземцы, запершие ворота, наблюдают за процессом. Команда бросается в погоню.
Преследуя чудовище, американцы натыкаются на гигантские следы, и вскоре сталкиваются с травоядным стегозавром. Напавшего динозавра удаётся сбить выстрелами с ног и сильно ранить. Соорудив плот, они плывут по реке, но оказываются атакованы бронтозавром. Перевернув плот, тот убивает трёх человек в воде и одного, пытающегося укрыться на дереве. Ещё один отстаёт от побросавших оружие и удирающих со всех ног напарников, зацепившись рукавом за ветку. Конг, услышав шум, сажает девушку на дерево и идёт прямо навстречу группе. Те пытаются ретироваться, однако только вовремя спустившемуся по лиане и спрятавшемуся в небольшой пещере Дрисколлу удаётся спастись — остальные шестеро человек поочерёдно падают в пропасть, тщетно пытаясь удержаться на расшатываемом разъярённым чудовищем толстом стволе дерева. Последний с диким криком летит вниз вместе с точкой опоры. Чудовище пытается схватить Джека, тот отчаянно обороняется ножом. К нему ползёт ящер, но быстро летит вниз вместе с перерезанной лианой. Крики Энн, к которой направляется тираннозавр, отвлекают Конга, тот яростно борется сначала со свирепым гигантом, разрывая тому челюсть. Конг высвобождает застрявшую под упавшим деревом девушку. Джек видит выжившего Карла на другой стороне пропасти и наказывает тому приготовить бомбы, пока он спасает Энн.
Дэнхем рассказывает капитану о случившемся. Аборигенов удалось разогнать стрельбой в воздух. Конг относит девушку в огромную пещеру, за ним следует Дрисколл, который видит, как горилла борется с атаковавшим и пытающимся задушить её эласмозавром. Чудовище несёт пленницу выше на уступ, где Энн ненадолго теряет сознание. Конг аккуратно срывает с неё куски платья и обнюхивает. Услышав, как Дрисколл обвалил камень, монстр ненадолго оставляет девушку, которую пытается унести птеродактиль. Пока Конг без труда расправляется с гигантским летуном, Джек с возлюбленной на плечах спускается по огромной лиане. Заметив это, Конг пытается подтянуть её, но молодые люди рискуют прыгнуть в реку с большой высоты. Сплавившись по ней, спасённые прибегают в лагерь у ворот.
Конг в припадке ярости нападает на деревню, туземцы старается помочь группе сдержать ворота. Ворвавшаяся горилла начинает крушить всё вокруг и убивать аборигенов, тщетно пытающихся закидать монстра копьями. Дэнхем кидает газовую бомбу и усыпляет монстра. Воодушевлённый потрясающим открытием, он предлагает доставить Конга в Нью-Йорк и разбогатеть, показывая его публике за деньги как «восьмое чудо света». Моряки связывают гиганта цепями и помещают в трюм.
На представление собирается полный зал, Дэнхем собирает уже 10 000 долларов, продавая билеты по 20, и просит Энн и Джека поучаствовать в представлении с Кинг-Конгом. Репортёры называют необычную парочку «Красавица и Чудовище». Удерживаемая цепями из закалённой стали, ослеплённая вспышками фотоаппаратов, горилла приходит в ярость, думая, что обнимающий Энн Джек, с которым у неё завтра будет свадьба, хочет причинить ей вред. Исполин разрывает цепи и освобождается. Начинается паника. Конг выходит в город и пытается найти Энн, круша всё на своем пути. На глазах тысяч очевидцев монстр сначала хватает спящую в своей квартире женщину, которая разбивается насмерть, а затем саму Энн, укрывшуюся в апартаментах. Конг разрушает железнодорожные пути и скидывает застрявший поезд.
Горилла взбирается с девушкой на шпиль Эмпайр-стейт-билдинг. Услышавший сообщение по радио в полицейском участке, Дрисколл предлагает подключить авиацию. Истребители-бипланы атакуют монстра и методично расстреливают из пулемётов, как только тот отпускает Энн. В неравной схватке Конгу удаётся сбить только один самолёт из четырёх. Конг видит свою кровь и начинает слабеть, держась из последних сил. Перед тем как упасть с небоскрёба, он бережно выпускает Энн, которую спасает Дрисколл.
Возле лежащего на мостовой тела гориллы, окружённого зеваками, Дэнхем на замечание полицейского о том, что Конга прикончили самолёты, произносит финальную фразу: «О нет, это были не самолёты. Красавица убила Чудовище».

## В ролях
- Фэй Рэй — Энн Дэрроу, актриса главной роли в фильме Дэнхема
- Роберт Армстронг — Карл Дэнхем, режиссёр
- Брюс Кэбот — Джек Дрисколл, первый помощник
- Фрэнк Рейчер — капитан Энглхорн
- Сэм Харди — Чарльз Вестон, агент Дэнхема
- Нобл Джонсон — Вождь
- Стив Клементе — Колдун

В титрах не указаны
- Блу Вашингтон — воин
- Руби Дэндридж — танцующая аборигенка
- Эрнест Шодсак — пулемётчик самолёта, который убивает Конга

## Создание фильма
В начале 1930-х годов было предпринято несколько попыток повторить успех немого фильма «Затерянный мир» по роману Артура Конан Дойла, объединив в одном фильме людей и доисторических чудовищ. Мериан Купер и Эдгар Уоллес предложили экранизировать сюжет о путешествии на далёкий остров, населённый динозаврами, с которого удаётся привезти в Нью-Йорк гигантскую доисторическую обезьяну (в экранизации «Затерянного мира» была аналогичная сцена — профессор Челленджер привёз в Лондон живого бронтозавра). «Обезьянья тематика» довольно активно эксплуатировалась в американском кино рубежа 1920—1930-х годов как часть пользовавшихся популярностью в межвоенный период в массовой культуре приключенческих и публицистических историй о малоизведанных тропических районах Африки. Так же как тропическая Африка перекликалась с египтоманией, гориллы стояли в одном смысловом ряду с мумиями. Большой популярностью на Бродвее пользовались сходные по сюжету пьесы Ральфа Спенса «Горилла» (экранизирована в 1927, 1930 и 1939 годах) и Адама Ширка «Обезьяна», экранизированная с разным успехом в 1934 и 1940 годах режиссёром Уильямом Нейем. «Убийство на улице Морг» (1932) с Белой Лугоши в главной роли, «Убийства в зоопарке» (1932) с Лайонелом Этуиллом также перекликались с популярным мотивом, персонажи-гориллы есть и в полупародийной экранизации повести Абрахама Меррита, снятой Бенджамином Кристенсеном «Семь ступеней к сатане» (1929), а также в фильме Тода Браунинга «Несвятая троица» (1927). Однако наибольшее сходство сюжет Купера и Уоллеса имеет с этнически эксплуатационным приключенческим фильмом «Ингаги» (1930), о приключениях экспедиции, разыскивающей племя африканцев, поклоняющихся горилле и приносящей ей в жертву женщин. Именно успех этого фильма сподвиг руководство RKO вложиться в проект. Сценарий должен был писать Эдгар Уоллес, но он внезапно скончался, успев сделать лишь общие сюжетные наброски. Окончательно сценарий доводили Джеймс Крилман и Рут Роуз (жена Мериана Купера).
Существенной частью фильма должны были стать анимационные спецэффекты, к созданию которых был привлечён Уиллис О’Брайен, работавший и на съёмках «Затерянного мира». Впервые в истории кинематографа он использовал раннюю технику «блуждающей маски» для наложения игровых и анимационных фрагментов, что позволило ему показать в одном кадре и живых актёров, и изображаемых куклами монстров. Уиллис О’Брайен использовал для съемок модели динозавров, которые были созданы для несостоявшегося фильма «Сотворение». Облик динозавров был основан на картинах Чарльза Найта. Кроме того для съемок фильма были созданы несколько моделей Конга — полуметровая модель для анимации, бюст Конга в натуральную величину с управляемой мимикой и его рука с подвижными пальцами, в которой снималась Фэй Рэй. Процесс покадровой съемки был долгим и трудным — например, полностью анимационная сцена поединка Конга с птеродактилем заняла семь недель.
Другой особенностью фильма был революционный подход к музыкальному оформлению — музыка Макса Стайнера постоянно сопровождает и эмоционально окрашивает экранное действие, что в те времена не было ещё обычной практикой.
Производство фильма обошлось в $672,254, что на $270,000 превысило запланированный бюджет.

## Сборы
В дебютный уикенд картина установила новый рекорд кассовых сборов. Ей удалось собрать 90 тысяч долларов. За всё время проката картина заработала 1,7 млн долларов.

## Значимость
Колоризованная версия вышла в 1989 году. В 1991 году фильм был внесён в Национальный кинореестр США, как имеющий большое художественное значение.
По версии Американского института киноискусства картина отмечена в ряде рейтингов:
- 43-е (1998) и 41-е (2007) места в списке «100 фильмов»;
- 12-е место в «100 остросюжетных фильмов»;
- 24-е место «100 страстей»;
- 84-е место в «100 киноцитат» («О нет, это были не самолёты. Это Красавица убила Чудовище»);
- 13-е место в «25 саундтреков»;
- 4-е место в списке «10 лучших фэнтези-фильмов» списка «10 фильмов из 10 жанров».

## Сокращения в хронометраже
В период с 1933 по 1952 год оригинальная версия картины выпускалась 4 раза, и каждый новый релиз обязательно включал в себя дополнительные сцены. Однако ранее включённые в фильм сцены часто сокращали из-за ужесточавшихся цензурных требований — например, была удалена сцена, в которой Конг снимает с Фэй Рэй платье. Практически весь удалённый материал сохранился и в современных изданиях фильма восстановлен, утрачена лишь одна сцена. В ней Конг (по воспоминаниям участников съёмочной команды) расправлялся с 4 матросами, сбрасывая их в ущелье на растерзание гигантским паукам. Данная сцена по праву считалась самой жестокой во всем фильме, и во время предварительных показов часть людей после просмотра вышеупомянутых кадров покидала зал. По другим данным, в этой сцене на людей в ущелье нападали огромный паук, краб-мутант, головоногий монстр и другие чудовища, и все люди погибали. По этой версии, сцену вырезали из фильма, посчитав «чересчур насыщенной» для тогдашнего зрителя. Монтажный материал «сцены в Паучьем ущелье», насколько известно, не сохранился. Тем не менее она была воссоздана по сохранившимся сценарным разработкам и отдельным кадрам съёмочной группой Питера Джексона и вошла как дополнительный материал в коллекционное DVD-издание фильма. Отреставрированная версия (естественно, не включающая ту самую сцену) имеет хронометраж 104 минуты